# Ascalohybris obscura
Ascalohybris obscura is een insect uit de familie van de vlinderhaften (Ascalaphidae), die tot de orde netvleugeligen (Neuroptera) behoort. 
Ascalohybris obscura is voor het eerst wetenschappelijk beschreven door Van der Weele in 1909.